# Aero Boero
Aero Boero S.A. ist ein argentinischer Flugzeughersteller. Die Firma wurde 1952 von den Brüdern Hector C. und Cesar E. Boero in Morteros in der argentinischen Provinz Córdoba gegründet. Ursprünglich wurde das Unternehmen für die Instandhaltung von Luftfahrzeugen, insbesondere von Landwirtschaftlichen Sprühflugzeugen gegründet.
Sie produziert leichte Reiseflugzeuge und Flugzeuge für den landwirtschaftlichen Einsatz. Ein großer Teil der Produktion wird nach Brasilien exportiert.

## Produzierte Modelle
- Aero Boero AB-95
- Aero Boero AB-115
- Aero Boero AB-150
- Aero Boero AB-180
- Aero Boero AB-210
- Aero Boero AB 260AG